# Công đồng Lyon I
Công đồng Lyon I do Giáo hoàng Innôcentê IV triệu tập năm 1245. Có khoảng 150 giám mục và nhiều giáo sĩ tham dự 3 khoá họp từ 28 tháng 6 đến 17 tháng 7 để lên án hoàng đế Frederick II.
Nội dung của công đồng:
1. Khai trừ khỏi Giáo hội và cách chức Hoàng đế Frederick II (liên quan đến vấn đề Thần học Chính trị).
2. Làm trong sáng "Chi tiết của Các quá trình Thẩm vấn" (Judicial Procedures).
3. Ủng hộ phong trào Thập Tự Chinh để khôi phục Thánh Địa Giêrusalem.
4. Thúc đẩy phong trào công bằng xã hội (như loại bỏ vấn nạn cho vay nặng lãi, dùng gươm giáo giết người).